# Jean IV de Beaumont
Jean de Beaumont IV del nome, detto deramé, signore di Clichy e di Courcelles-La Garenne (... – Saint-Omer, luglio 1318) è stato un militare francese, maresciallo di Francia nel 1315.
Nominato maresciallo di Francia nel 1315 dopo le dimissioni di Miles de Noyers, ebbe dal sovrano l'incarico di governatore dell'Artois nel dicembre del medesimo anno. Rese grandi servigi alla Corona nelle guerre delle Fiandre nel 1317 e 1318.